# Tomophyllum hymenophylloides
Tomophyllum hymenophylloides är en stensöteväxtart som först beskrevs av Barbara S. Parris, och fick sitt nu gällande namn av Barbara S. Parris. Tomophyllum hymenophylloides ingår i släktet Tomophyllum och familjen Polypodiaceae. Inga underarter finns listade.